# Inonotus pusillus
Inonotus pusillus är en svampart som beskrevs av Murrill 1904. Inonotus pusillus ingår i släktet Inonotus och familjen Hymenochaetaceae.   Inga underarter finns listade i Catalogue of Life.